# Gertrude Appleyard
Gertrude Appleyard, född 22 april 1865, död 9 juni 1917, var en brittisk bågskytt. Hon deltog vid olympiska sommarspelen 1908.